# Ізовіт Валентина Аркадіївна
Валенти́на Арка́діївна Ізові́т (*24 квітня 1946) — громадський діяч, голова Ради національних асоціацій товаровиробників при Кабінеті Міністрів України
Народилася в селі Кузнецовка, Комсомольський район, Івановська область, РРФСР.
1968 — закінчила Івановський хіміко-технологічний інститут, інженер-технолог.

## Трудова діяльність
- з 2000 — президент — голова правління Української асоціації підприємств легкої промисловості
- заступник Голови Держкомлегтексу, заступник Міністра промисловості України
- головний спеціаліст, експерт Управління Справами Ради Міністрів УРСР
- заступник начальника технічного управління Мінлегпрому УРСР
- начальник відділу, головний інженер Укрльоноконоплепрому Мінлегпрому УРСР
- майстер, головний інженер Богуславської суконної фабрики

## Звання і нагороди
- Заслужений працівник промисловості
- Лауреат Всеукраїнської премії "Жінка ІІІ тисячоліття" в номінації "Знакова постать" (2009).

## Громадська робота
- голова Ради національних асоціацій товаровиробників при Кабінеті Міністрів України
- член Правління Асоціації Товарної Нумерації «ЄАН-Україна» з дня її заснування
- член правління УСПП
- член правління Федерації роботодавців України
- член правління Фонду соціального страхування від нещасних випадків на виробництві та професійних захворювань України
- член Координаційної Ради з питань соціального партнерства при Президенті України